# Lac Plétipi
Lac Plétipi är en sjö i Kanada.   Den ligger i regionerna Saguenay–Lac-Saint-Jean och Côte-Nord i provinsen Québec, i den östra delen av landet, 800 km nordost om huvudstaden Ottawa. Lac Plétipi ligger 529 meter över havet. Arean är 339 kvadratkilometer. Den sträcker sig 42,9 kilometer i nord-sydlig riktning, och 33,9 kilometer i öst-västlig riktning.